# 大手購物中心停留場
大手購物中心停留場（日语：／ Ōte Mall teiryūjō */?）是位於富山縣富山市總曲輪，富山地方鐵道富山軌道線（富山都心線）的電車站。車站編號為C24。

## 歷史
- 2009年（平成21年）12月23日 - 富山地方鐵道電車站啟用。

## 電車站構造
電車站是地面車站，建造在共用行車道上，設有1面1線的單式月台。月台設有斜道，提供無障礙環境。

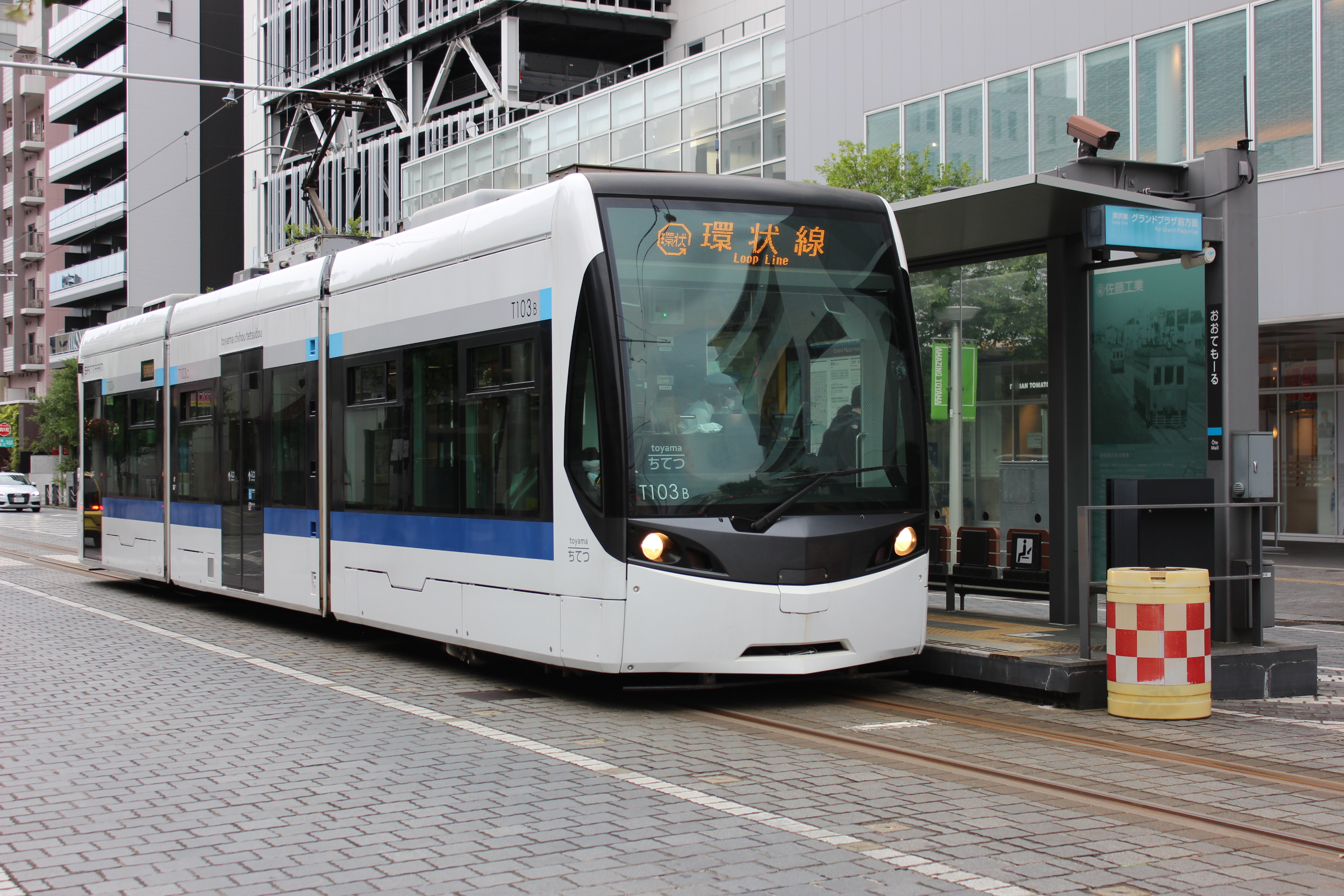
在大手購物中心停留場停靠中的T100形電動列車（日语：富山地方鉄道T100形電車）。

## 電車站周邊
- 大手購物中心（日语：大手モール）（大手町通）
- 富山市民廣場（日语：富山市民プラザ）
- Youtown總曲輪（日语：ユウタウン総曲輪）（JMAX THEATER 富山、天然溫泉 富山 劔之湯 御宿 野乃）
- 總曲輪通商店街（日语：総曲輪）
- 總曲輪FERIO（日语：総曲輪フェリオ）（大和（日语：大和 (百貨店)#富山大和）富山店）
- GRAND PLAZA（日语：グランドプラザ）
- 一番町廣場大樓（北陸銀行越前町分店，朝日印刷（日语：朝日印刷）總部）
- 富山越前町郵局
- 千石町通商店街
- 森紀念秋水美術館（日语：森記念秋水美術館）

## 相鄰電車站
富山地方鐵道
富山軌道線（富山都心線）
國際會議場前（C23）→大手購物中心（C24）→GRAND PLAZA前（C25）

## 注腳
1. ↑  .   [2021年4月19日]. （原始内容存档于2021年3月5日） （日语）.
2. ↑  .   [2021-09-12]. （原始内容存档于2017-10-02）.

## 外部連結
- 大手購物中心 市內電車 時間預定表PDF（日語） - 富山地方鐵道